# Marmota himalayana
La marmotta dell'Himalaya (Marmota himalayana Hodgson, 1841) è una specie della famiglia degli Sciuridi. È una specie ancora poco studiata.

## Descrizione
La marmotta himalayana è una delle specie più grandi e pesanti del genere Marmota. La sua lunghezza può variare da 40 a 80 cm. e pesare anche fino a 9 kg. Al confronto, la marmotta di Menzbier, la più piccola delle marmotte, misura solo 40–45 cm e pesa in media 2,5 kg. Il colore del suo pelo è bruno chiaro con concentrazioni di nero lungo la spina dorsale.
Secondo Peissel sono identificabili come le formiche dell'oro di Erodoto.

## Distribuzione e habitat
Nonostante il nome, il suo areale non è ristretto alla sola Himalaya. Infatti, esso si estende dall'Himalaya nepalese fino alle catene del Kunlun e dei Nanshan e alle catene montuose della regione dello Xikang. Vive nei prati alpini, tra 4000 e 5500 m di quota.

## Tassonomia
Suo parente più stretto, probabilmente, è la marmotta bobak. Di tanto in tanto, anche in questi ultimi decenni, è stata classificata come una sua sottospecie. Ne vengono riconosciute due sottospecie:
- M. h. himalayana Hodgson, 1841, diffusa nel settore meridionale dell'areale, cioè nel Pakistan settentrionale, nel Kashmir, nell'Uttarakhand e nel Nepal;
- M. h. robusta Milne-Edwards, 1872, diffusa nel settore settentrionale dell'areale, cioè nelle province cinesi dello Xinjiang, del Qinghai, del Tibet e nelle regioni occidentali di quella del Sichuan.